# Rhabdomastix laetoidea
Rhabdomastix laetoidea är en tvåvingeart som beskrevs av Jaroslav Stary 2004. Rhabdomastix laetoidea ingår i släktet Rhabdomastix och familjen småharkrankar. Inga underarter finns listade i Catalogue of Life.